# AWT CFT
AWT CFT a.s. je česká logistická společnost dříve známá pod názvem Čechofracht. Podnik byl založen k 1. lednu 1952, od roku 2020 už společnost nevykonává žádné podnikatelské aktivity. Vlastníkem společnosti je PKP Cargo International.

## Historie
Podnik s názvem Čechofracht vznikl 1. ledna 1952 na základě rozhodnutí československého ministerstva zahraničního obchodu. Při svém vzniku Čechofracht převzal od podniku METRANS agendu námořních přeprav. První lodí Čechofrachtu se stal parník Republika, v roce 1953 podnik zakoupil další parník – Julius Fučík. V dalších letech už Čechofracht pořizoval lodě se spalovacími motory: Lidice (1954), Mír 1 (1958) a Dukla  (1958).

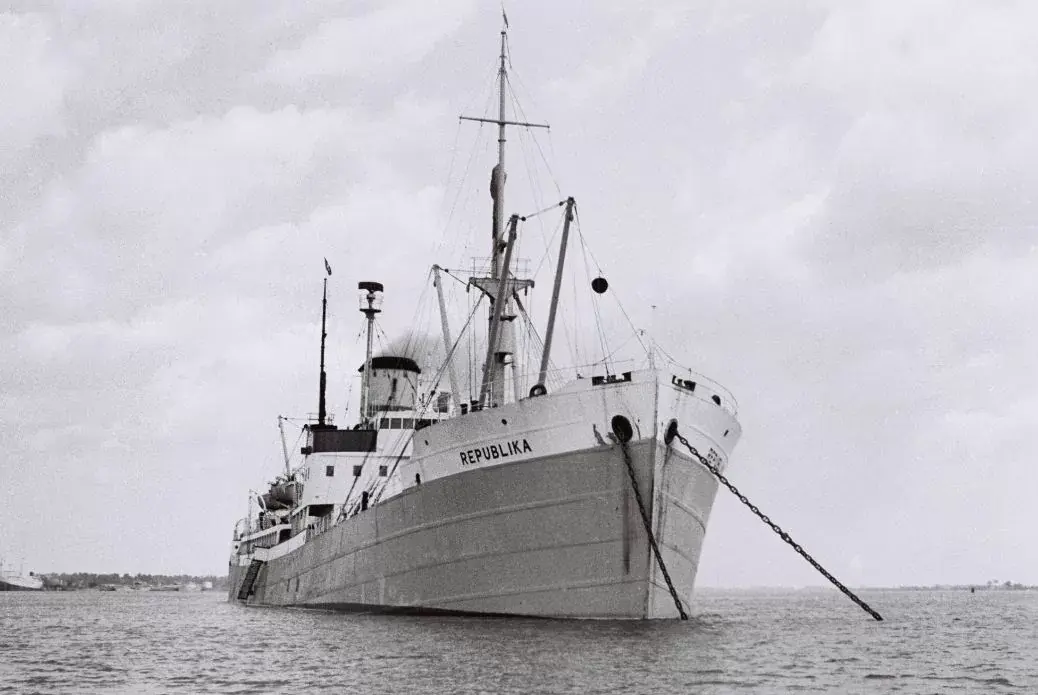
Loď Republika

1. srpna 1958 Čechofracht převzal od Metransu agendu mezinárodního zasilatelství. V roce 1959 bylo provozování námořní plavby včetně všech plavidel a potřebných pracovníků přesunuto do nově založeného podniku Československá námořní plavba. Čechofracht se pak soustředil na organizaci veškerého československého dovozu a vývozu s využitím námořní, říční, silniční, železniční a letecké dopravy. V roce 1963 se firma stala členem Mezinárodní federace zasilatelských sdružení FIATA, v roce 1971 pak také členem sdružení leteckých společností IATA.
V roce 1991 došlo k transformaci na akciovou společnost, která byla zapsána do obchodního rejstříku 1. ledna 1991 pod názvem Čechofracht a.s. pro námořní dopravu a mezinárodní zasilatelství. V roce 1995 se společnost přesunula do nového areálu v Praze–Hostivaři, kde začal nabízet skladovou logistiku.
V roce 2005 došlo k transformaci společnosti. K 13. lednu 2005 se název společnosti zjednodušil na Čechofracht a.s., v témže roce pak byla organizace železničních přeprav přesunuta do společnosti SPEDI-TRANS Praha, silniční doprava do nově založené společnosti BlueTrucks.
V květnu 2009 oznámila společnost NWRT B.V., že kupuje společnost Čechofracht. K 12. lednu 2010 byl Čechofracht začleněn do skupiny OKD, Doprava, neboť jediným akcionářem Čechofrachtu se stala firma New World Resources Transportation B.V. (tj. matka OKD, Dopravy). V rámci rebrandingu OKD, Doprava na AWT se od 1. května 2010 změnil název firmy na AWT Čechofracht a.s., dceřiné společnosti změnily své obchodní jména následovně: AWT SPEDI-TRANS, AWT BlueTrucks, AWT VADS. 30. června 2011 zanikly dceřiné společnosti AWT SPEDI-TRANS a AWT BlueTrucks začleněním do mateřské firmy AWT Čechofracht. 1. července 2011 byla AWT VADS přejmenována na AWT ROSCO a k 15. srpnu 2011 přešlo vlastnictví této firmy z AWT Čechofracht přímo na mateřskou firmu Advanced World Transport B.V.
Postupně se činnost společnosti utlumovala, v roce 2012 byla velká část logistických aktivit firmy prodána dánské společnosti DSV, spediční služby se pak postupně přesouvaly do mateřské AWT. V roce 2014 poklesly tržby AWT Čechofracht o 1 722 mil. Kč na 323 mil. Kč. V roce 2018 dosáhly tržby jen 57 milionů korun při ztrátě deset milionů korun, v témže roce ve společnosti pracovalo již jen sedm zaměstnanců. V roce 2020 se majitel firmy, tj. společnost PKP Cargo International, pokoušel prodat ochrannou známku Čechofracht.
Od roku 2020 už společnost nevykonávala žádné podnikatelské aktivity. Poslední aktivitou byl pronájem areálu v Hostivaři, který byl ukončen k 31. červenci 2020. Po roce 2020 se firma snažila vyřešit pohledávky. V roce 2022 už firma neměla žádné zaměstnance. V roce 2023 byla AWT Čechofracht přejmenována na AWT CFT a.s. a k roku 2024 byla jako vlastník ochranné známky Čechofracht evidována společnost SBS Cargo Praha.